# Cornaredo stadion
A Cornaredo stadion egy labdarúgó-stadion Luganoban, Svájcban. 
A stadion 1951-ben épült és az FC Lugano otthonául szolgál. Befogadóképessége: 6,330 fő. Egy mérkőzést rendeztek itt az 1954-es labdarúgó-világbajnokságon. 

## Események

### 1954-es világbajnokság
| Dátum       | Időpont UTC+1 | Pályaválasztó | Eredmény | Vendég  | Forduló    | Nézők  |
| ----------- | ------------- | ------------- | -------- | ------- | ---------- | ------ |
| 1954.06.20. | 17.00         | Olaszország   | 4–1      | Belgium | 4. csoport | 26 000 |